# The Second Best Exotic Marigold Hotel
The Second Best Exotic Marigold Hotel is een Britse film uit 2015 onder regie van John Madden. De film is de sequel van The Best Exotic Marigold Hotel uit 2012.

## Verhaal
Sonny moet uitbreiden en een tweede hotel openen omdat in zijn Best Exotic Marigold Hotel for the Elderly and Beautiful maar één kamer meer vrij is. Sonny heeft een pand op het oog maar hij heeft meer tijd nodig dan gedacht. Terwijl intussen de oude en nieuwe gasten hun eigen problemen en plannen hebben, is Sonny ook bezig met het plannen van zijn traditionele Indiase bruiloft met zijn geliefde Sunaina.

## Rolverdeling
| Acteur           | Personage         |
| ---------------- | ----------------- |
| Judi Dench       | Evelyn Greenslade |
| Maggie Smith     | Muriel Donnelly   |
| Bill Nighy       | Douglas Ainslie   |
| Celia Imrie      | Madge Hardcastle  |
| Penelope Wilton  | Jean Ainslie      |
| Ronald Pickup    | Norman Cousins    |
| Diana Hardcastle | Carol Parr        |
| Tena Desea       | Sunaina           |
| Dev Patel        | Sonny Kapoor      |
| Lillete Dubey    | Mrs. Kapoor       |
| Richard Gere     | Guy Chambers      |
| David Strathaim  | Ty Burley         |
| Tamsin Greig     | Lavinia Beach     |